# La trappola del coniglio
La trappola del coniglio (The Rabbit Trap) è un film drammatico statunitense del 1959 con Ernest Borgnine diretto da Philip Leacock.
È il remake dell'episodio The Rabbit Trap della serie televisiva antologica Goodyear Television Playhouse andato in onda il 13 febbraio 1955 sulla NBC.

## Produzione
Il film, diretto da Philip Leacock su una sceneggiatura di J.P. Miller, fu prodotto da Harry Kleiner per la Canon Productions.

## Distribuzione
Il film fu distribuito negli Stati Uniti dal giugno del 1959 al cinema dalla United Artists.
Alcune delle uscite internazionali sono state:
- in Svezia il 7 agosto 1959 (Kaninfällan)
- in Finlandia il 5 febbraio 1960 (Kaniansa)
- in Germania Ovest (Die Kaninchenfalle)
- in Spagna (La trampa de los conejos)
- in Grecia (To xespasma tou epanastati)
- in Italia (La trappola del coniglio)